# بیکشونی

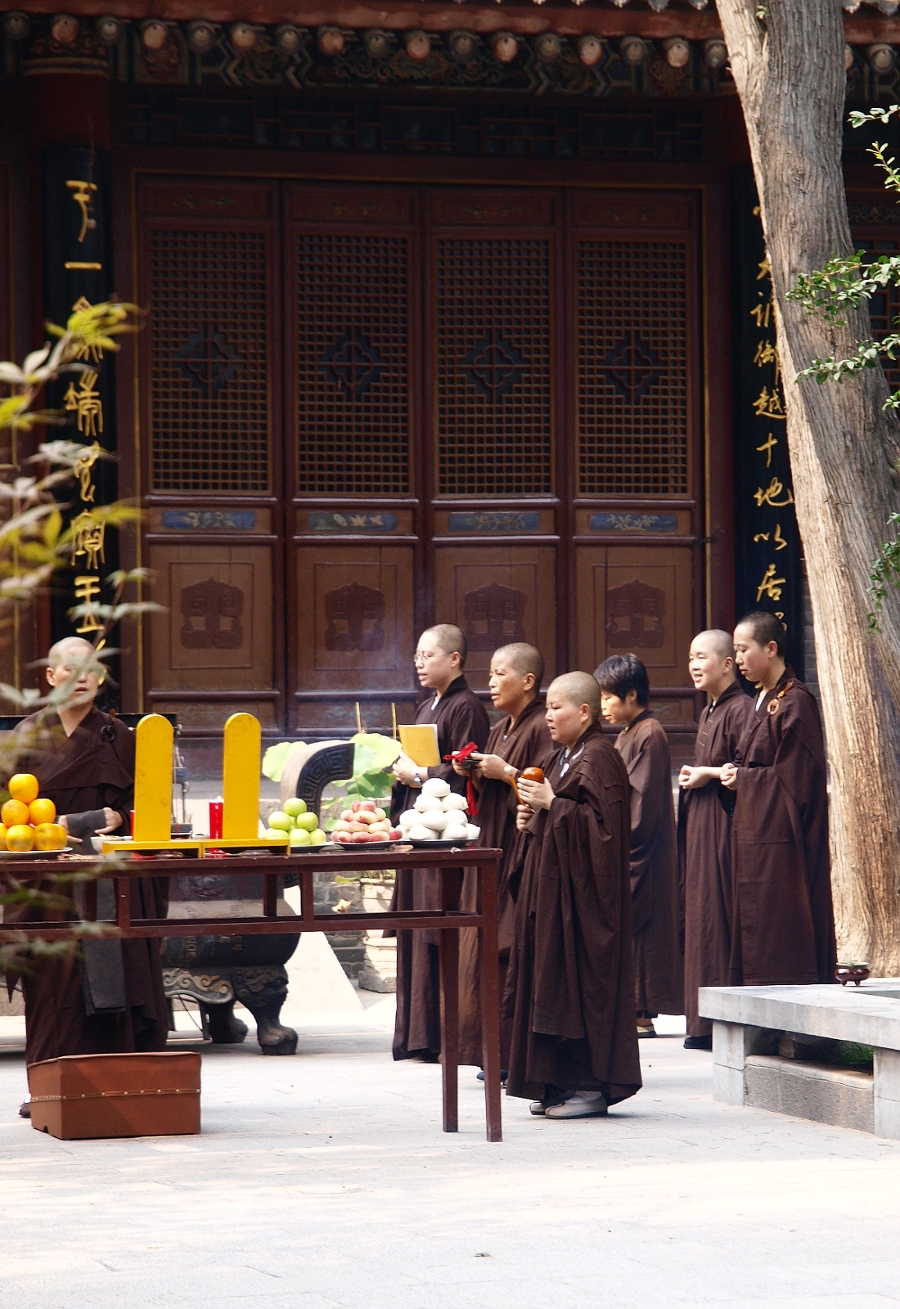
راهبه‌ها و زنان غیر روحانی بودایی در حال انجام خدمات در معبدی در شی‌آن، شنشی، چین.

بیکشونی (پالی: 𑀪𑀺𑀓𑁆𑀔𑀼𑀦𑀻, سانسکریت: भिक्षुणी، آوانگاری: bhikṣuṇī) یک راهبه در آیین بودایی است که به‌طور کامل در رهبانیت بودایی دستاربند شده است. بیکشونی‌ها مطابق با وینایا زندگی می‌کنند، که مجموعه‌ای از ۳۱۱ قاعده در ترواده، ۳۴۸ قاعده در دارماگوپتاکا، یا ۳۶۴ قاعده در مولا ساروَستیوادا است. تا همین اواخر، سلسله‌های راهبگان تنها در مهایانه باقی مانده بود و در کشورهایی مانند چین، بودیسم کره‌ای، تایوان، بوداگرایی ژاپنی و ویتنام رواج داشت، درحالی‌که تنها تعداد کمی از زنان در مکاتب ترواده و وجره‌یانه توانستند نذر رهبانی کامل را بپذیرند. سلسله رسمی بودیسم تبتی بیکشونی‌ها در ۲۳ ژوئن ۲۰۲۲ در بوتان از سر گرفته شد، زمانی که ۱۴۴ راهبه، که بیشتر آنان بوتانی بودند، کاملاً دستاربند شدند.
بر اساس تریپیتاکا، زنان همانند مردان توانایی دستیابی به روشنیدگی را دارند. بر اساس متون بودایی، نظام بیکشونی‌ها برای نخستین بار توسط گوتاما بودا و به درخواست خاص عمه و مادر رضاعی‌اش، ماهاپاجاپاتی گوتامی، که نخستین بیکشونی شد، تأسیس گردید. یکی از آثار معروف در فرقه‌های اولیه بودایی Therigatha است، مجموعه‌ای از اشعار سروده‌شده توسط راهبه‌های مسن دربارهٔ روشنیدگی که در متون دینی پالی حفظ شده است. متون بودایی همچنین به نذورات اضافی مورد نیاز برای دستاربندی زنان به‌عنوان بیکشونی اشاره دارند.
در سنت وجره‌یانه از بودیسم تبتی، پادماسمبهاوا بیان کرده است که زن بودن در مسیر روشنیدگی، مزایای بیشتری نسبت به مرد بودن دارد:
"پایه دستیابی به روشنیدگی، داشتن بدن انسانی است. مرد یا زن - تفاوت زیادی وجود ندارد. اما اگر ذهنش را به سمت روشنیدگی هدایت کند، زن بودن بهتر است."— گورو پادماسمبهاوا
نویسندگی تاریخی هشت گارودهاما که بحث‌برانگیز است، به خود بودا نسبت داده نمی‌شود. این مجموعه قواعد، که بعدها توسط دیگران نوشته شد، دستور می‌دهد که نظام بیکشونی‌ها تابع و وابسته به نظام بهیکشو (راهب مرد) باشد. برای بهیکشوها ۲۵۳ قاعده وینایا وجود دارد. در مکان‌هایی که سلسله بیکشونی‌ها به دلایل تاریخی از میان رفته یا به‌دلیل شرایط دشوار منقرض شده است، اشکال جایگزینی از ترک دنیا توسعه یافته است.
در بودیسم تبتی، زنان ابتدا به‌عنوان غیرراهب، سوگند پناهندگی می‌پذیرند. سپس، سوگندهای ترک دنیا به نام رابتو جونگوا (rab-jung) پیش از دریافت سوگندهای راهبی نوآموز گتسولما (novice) داده می‌شود. پس از این مراحل، دستاربندی کامل به‌عنوان بیکشونی ممکن است انجام شود.
در سنت ترواده، زنان می‌توانند مجموعه‌ای غیررسمی و محدود از نذورات را مشابه سوگندهای سنتی گتسولما (سانسکریت: sāmaṇerī) مانند ماچی در تایلند و تیلاشین در میانمار اتخاذ کنند.

## تاریخچه

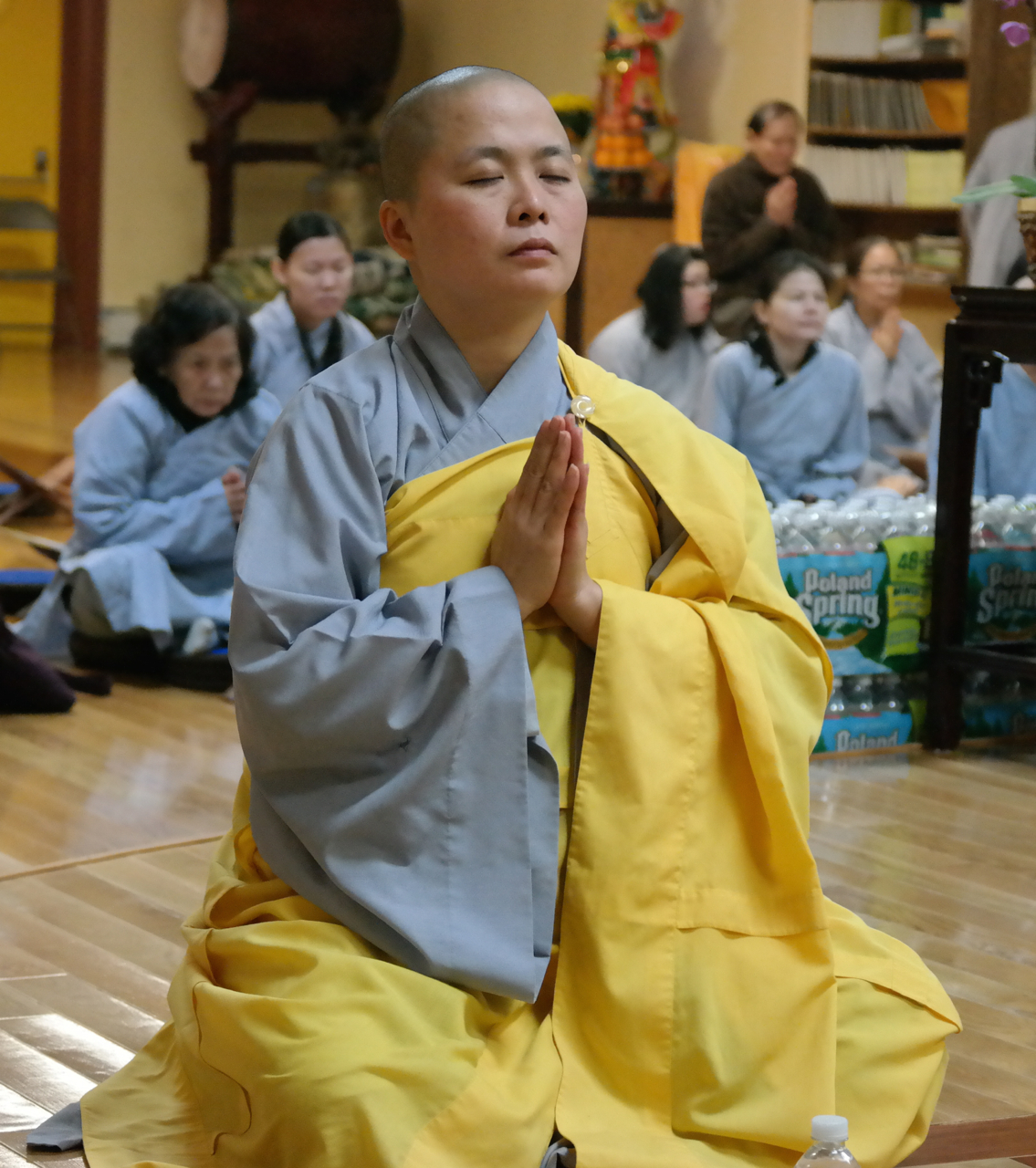
یک بهیکشونی ویتنامی

سنت جامعه رهبانی سانگها توسط بودا بنیان‌گذاری شد، که نخستین بار دستارپوشی بهیکشوها (راهبان مرد) را پایه‌گذاری کرد. بر اساس متون مقدس، وی پس از تردیدی اولیه، جامعه‌ای از بهیکشونی‌ها (راهبان زن) را نیز تأسیس کرد. با این حال، طبق روایات متون دینی، نه تنها بودا قوانین سخت‌گیرانه‌تری برای بهیکشونی‌ها وضع کرد (۳۱۱ قاعده در مقابل ۲۲۷ قاعده برای بهیکشوها در نسخه ترواده)، بلکه روند دستارپوشی آن‌ها را دشوارتر کرد و آنان را تابع راهبان مرد قرار داد.

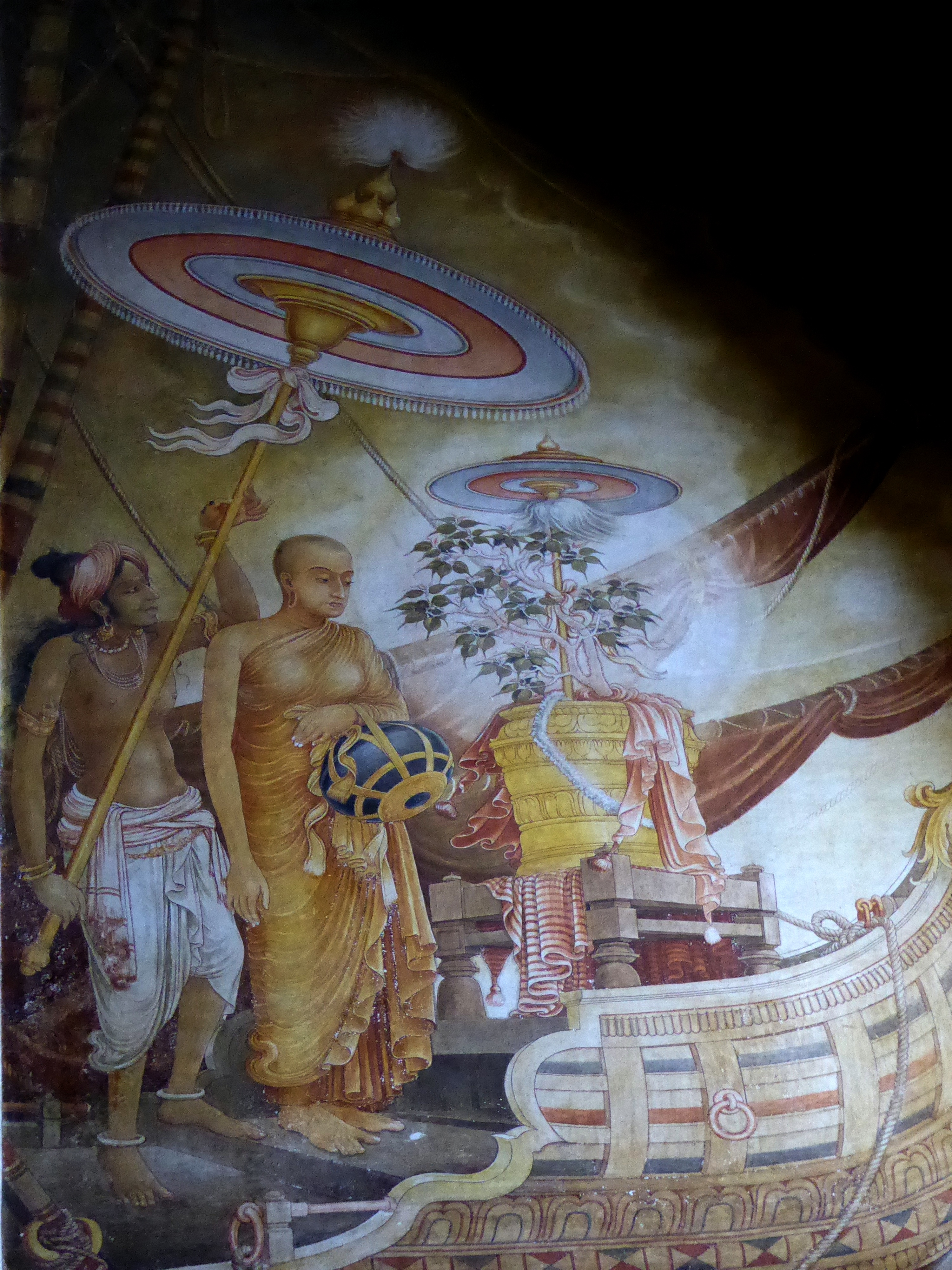
سانگامیتا در حال آوردن درخت بودی به سری‌لانکا. معبد کلانیا راجا ماها ویهارا

جامعه بهیکشونی‌ها پنج سال پس از جامعه بهیکشوها و به درخواست گروهی از زنان، به رهبری ماهاپاجاپاتی گوتامی، عمه و مادرخوانده گوتاما بودا که پس از درگذشت مادرش از وی مراقبت می‌کرد، شکل گرفت.
تاریخیت این روایت مورد تردید قرار گرفته است، به گونه‌ای که برخی حتی معتقدند که نهاد راهبه‌گری بودایی بعدها ابداع شده است. داستان‌ها، گفتارها و اعمال بسیاری از برجسته‌ترین بهیکشونی‌های پیرو بودا و همچنین راهبه‌های برجسته بودایی اولیه در متون مختلف متون دینی پالی ثبت شده‌اند. افزون بر این، راهبه‌های کهن در متون سانسکریت آوادانا و نخستین تاریخ‌نامه بودایی سری‌لانکا، دیپاوامسا نیز ذکر شده‌اند که گفته می‌شود توسط جامعه بهیکشونی‌های سری‌لانکا نوشته شده است.
علاوه بر زنان عادی، بسیاری از ملکه‌ها و شاهزاده‌خانم‌ها نیز زندگی پرزرق و برق خود را رها کرده و برای دستیابی به معنویت به بهیکشونی تبدیل شدند. بر اساس روایات، همسر سابق بودا—یاسودهارا، مادر راهولا—نیز به یک بهیکشونی و ارهات تبدیل شد.
ملکه کهما، یکی از همسران پادشاه بیمبیسارا، نیز به عنوان یک بهیکشونی دستارپوش شد و به عنوان نخستین شاگرد برجسته گوتاما بودا شناخته شد.
دختر ماهاپاجاپاتی گوتامی، شاهزاده سانداری ناندا، نیز یک بهیکشونی شد و به مرتبه ارهات دست یافت.
طبق گفته پیتر هاروی، «تردید ظاهری بودا در این مورد یادآور تردید او در مورد این است که آیا اساساً باید تعالیم خود را ارائه دهد یا نه»، کاری که تنها پس از ترغیب از سوی چندین دوا (بودیسم) انجام داد. از آنجا که قوانین ویژه‌ای برای راهبان زن توسط بنیان‌گذار بودیسم تعیین شد، این قوانین تا به امروز حفظ شده‌اند. امروزه، این مسئله همچنان مورد توجه بوداییان است، چنان‌که در کنگره بین‌المللی نقش زنان بودایی در سانگه که در سال ۲۰۰۷ در دانشگاه هامبورگ آلمان برگزار شد، منعکس شد.
در بودیسم، زنان می‌توانند آشکارا برای بالاترین سطح رهایی معنوی تلاش کنند و تمرین نمایند. بودیسم در میان دین‌های هندی منحصر به فرد است، زیرا بودا به عنوان بنیان‌گذار این سنت معنوی، به‌صراحت در متون معتبر خود بیان می‌کند که زنان همانند مردان توانایی دستیابی به نیروانا را دارند و می‌توانند به تمامی چهار گام وارستگی دست یابند. در هیچ سنتی، معادلی برای متون تریگاتا یا آپادانا که دربارهٔ سطوح بالای رهایی معنوی زنان سخن می‌گوید، وجود ندارد.
به همین ترتیب، سوتراهای اصلی سوتراهای ماهایانه مانند سوره نیلوفر، در فصل ۱۲، از ۶٬۰۰۰ ارهات بهکشونی نام می‌برد که توسط گوتاما بودا پیشگویی می‌شوند که در آینده بوداسف و سپس بودا خواهند شد.